# Raimundo Tupper
Raimundo Tupper Lyon (7. januar 1969 - 20. juli 1995) var en chilensk fodboldspiller (venstre back), der spillede syv kampe og scorede ét mål for Chiles landshold i perioden 1993-1994.
Tupper spillede på klubplan hele sin karriere hos Universidad Católica
i sin fødeby. Han vandt det chilenske mesterskab med klubben i 1987 og pokalturneringen Copa Chile i henholdsvis 1991 og 1995.
Tupper begik selvmord i 1995, i en alder af kun 26 år, ved at springe ud fra taget på et hotel i den costaricanske hovedstad San José, hvor hans klub Católica skulle have spillet en venskabskamp.